# Proceso químico

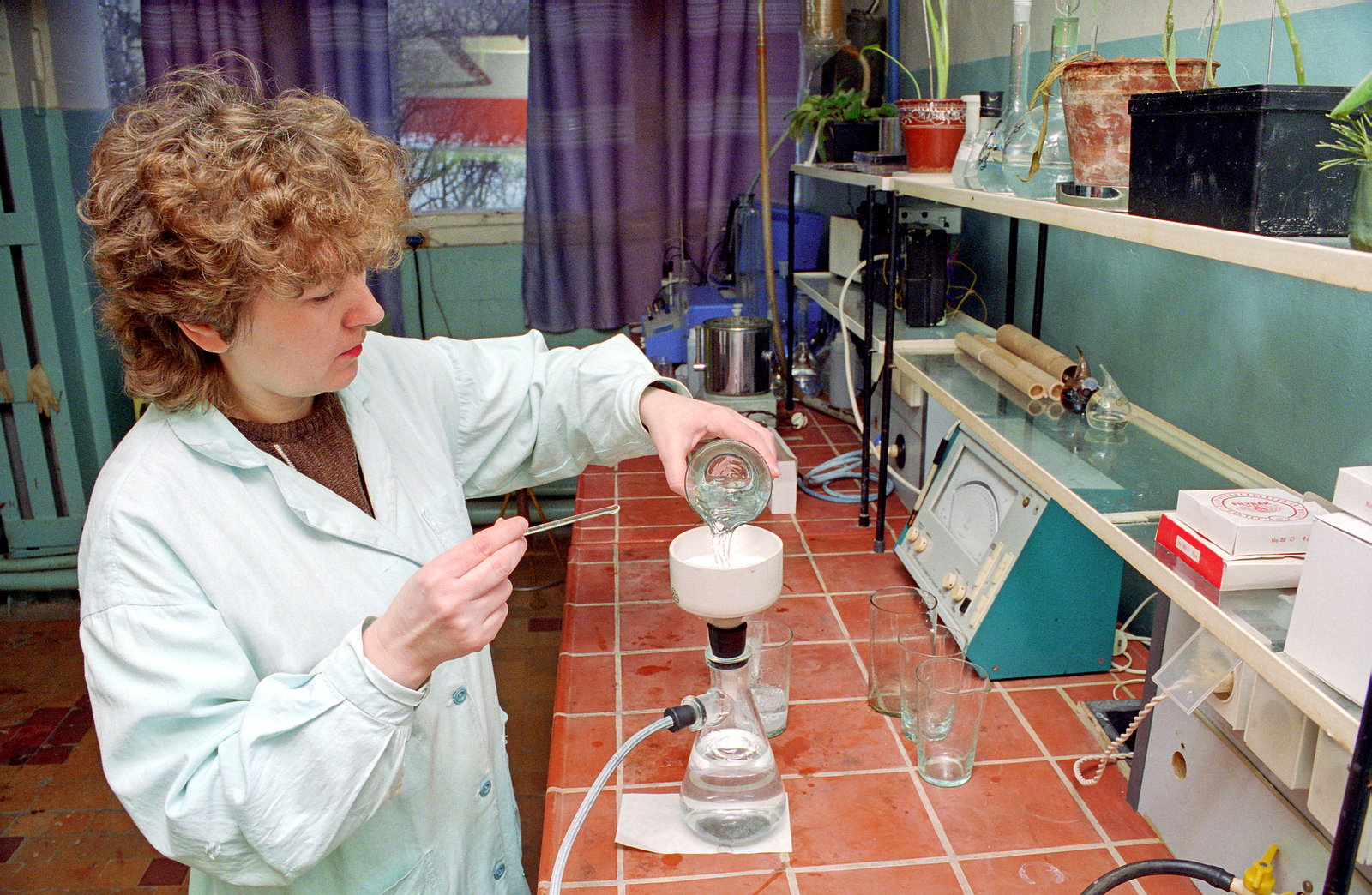
Filtrado de una solución química al vacío.

Un proceso químico es un conjunto de operaciones  químicas y físicas encaminadas a la transformación de unas sustancias iniciales en productos finales diferentes. Un producto es diferente de otro cuando tenga distinta composición.
En la descripción general de cualquier proceso químico existen diferentes operaciones involucradas. Unas llevan inherentes diversas reacciones químicas. En cambio otros pasos son meramente físicos, es decir, sin reacciones químicas presentes. Podemos decir que cualquier proceso químico que se pueda diseñar consta de una serie de operaciones físicas y químicas. Cada una de estas operaciones es una operación unitaria dentro del proceso global.
En un sentido científico, un proceso químico es un método que genera el cambio de uno o más productos químicos o compuestos químicos. Un proceso químico puede producirse por sí mismo o ser causado por una fuerza externa, y consiste en una reacción química de algún tipo. En un sentido ingenieril, un proceso químico es un método destinado a ser utilizado en la fabricación o en escala industrial para cambiar la composición del producto químico(s) o material(es), por lo general utilizando una tecnología similar o relacionada con la utilizada en plantas químicas o la industria química.
Ninguna de estas definiciones es exacta en el sentido de que siempre se puede decir definitivamente lo que es un proceso químico y lo que no lo es; son definiciones prácticas. También hay un solapamiento significativo en estas dos variaciones de definición. Debido a la inexactitud de la definición, los químicos y otros científicos utilizan el término «proceso químico» solo en un sentido general o en el sentido de la ingeniería. 
Aunque en un proceso químico a veces puede implicar solo un paso, a menudo múltiples etapas son requeridas de manera previa, a ellas se las conoce como operaciones unitarias. En una planta, cada una de las operaciones unitarias son continuos e interrelacionadas en cada sección de la misma. A menudo, una o más reacciones químicas están involucradas, pero otras formas de cambiar (material o) la composición química pueden ser utilizadas, tales como la mezcla o procesos de separación. Los pasos del proceso pueden ser secuenciales en el tiempo o secuencial en el espacio a lo largo de una corriente o el material en movimiento. Para una cantidad dada de un material de alimentación (entrada) hay producto terminado (salida), una cantidad esperada de un material se puede determinar en los pasos clave en el proceso, a partir de datos empíricos y los cálculos de balance de materiales. Estas cantidades se pueden extrapolar hacia arriba o hacia abajo para adaptarse a la capacidad deseada o el funcionamiento de una planta química en particular construida para tal proceso. 
Los procesos químicos pueden ilustrarse generalmente como diagramas de flujo de bloque o en más detalle como diagramas de flujo de proceso. diagramas de flujo de bloques muestran las unidades como bloques y las corrientes que fluyen entre ellos como la conexión de líneas con puntas de flecha para mostrar la dirección del flujo.